# David Stevens (Drehbuchautor)
David Stevens (* 22. Dezember 1940 in Tiberias, Palastinä; † 17. Juli 2018 in Whangārei, Neuseeland) war ein australischer Drehbuchautor und Filmregisseur.

## Leben
Stevens wuchs in Tiberia auf. Sein Vater war dort Luftfahrzeugingenieur für Flugboote. 1960 verließ er Israel um nach Australien zu emigrieren, jedoch gelangte er nach Neuseeland, wo er bis in die 1970er verblieb und Für Radio und Fernsehen arbeitete.
In Australien schrieb er das Drehbuch zu dem Kriegsdrama Der Fall des Lieutnant Morant (1980), das auf einem Stück von Kenneth G. Ross beruhte, zusammen mit Regisseur Bruce Beresford und Jonathan Hardy. Das Drehbuch wurde für einen Oscar nominiert.
Regie führte er bei der Miniserie A Town Like Alice (1981). Er schrieb außerdem drei Romane. Unter anderem beendete er auch Queen: The Story of an American Family und Mama Flora's Family, die ursprünglich von Alex Haley geschrieben wurden und nach dessen Tod von Stevens beendet wurden. Beide Romane wurden auch verfilmt. Dafür wurde er von der NAACP mit dem Image Award ausgezeichnet.

## Werke
- The Sum o0f Us (Play). Samuel French Inc Plays 1991. ISBN 978-0573692666
- The Sum of Us (Screenplays). Currency Press 1995. ISBN 978-0868194417
- Alex Haley: Alex Haley's Queen: The Story of an American Family, 1993 (fertiggestellt von Stevens nach Haleys Tod) ISBN 0-330-33307-0 (dt.: Alex Haley's Queen ISBN 3-426-19340-X)
- Alex Haley: Mama Flora's Family, 1998 (fertiggestellt von Stevens nach Haleys Tod) ISBN 0-440-61409-0

## Filmografie

### Regie
- 1971: Pukemanu (Fernsehserie, eine Folge)
- 1972: An Awful Silence (Fernsehfilm)
- 1972–1976: Homicide (Fernsehserie, 24 Folgen)
- 1974: The Forward Pack (Fernsehfilm)
- 1975: Matlock Police (Fernsehserie, zwei Folgen)
- 1976: Der Landpolizist (Solo One) (Fernsehserie, sieben Folgen)
- 1976: The Sullivans (Fernsehserie)
- 1977: Auf Wiedersehen, Charlie! (The Outsiders) (Fernsehserie, eine Folge)
- 1977: Bluey (Fernsehserie, zwei Folgen)
- 1977: Young Ramsey (Fernsehserie, zwei Folgen)
- 1977: Roses Bloom Twice
- 1979: The John Sullivan Story
- 1981: Der lange Weg nach Alice Springs (A Town Like Alice) (Miniserie)
- 1982: Frauen der Sonne (Women of the Sun) (Miniserie, eine Folge)
- 1982: The Clinic
- 1984: Undercover
- 1984: Australien-Express (Five Mile Creek) (Fernsehserie, eine Folge)
- 1984: Auf und davon! – Abenteuer im 5. Kontinent (Runaway Island) (Fernsehserie, zwei Folgen)
- 1985: A Thousand Skies (Miniserie, drei Folgen)
- 1988: Gefangen im Paradies (Always Afternoon) (Miniserie)
- 1988: Kansas

### Drehbuch
- 1974–1975: Division 4 (Fernsehserie, drei Folgen)
- 1976: Rogue’s Rock (Fernsehserie, vier Folgen)
- 1976–1983: The Sullivans (Fernsehserie, 1067 Folgen)
- 1978: Cop Shop (Fernsehserie, zwei Folgen)
- 1980: Der Fall des Lieutnant Morant (Breaker Morant)
- 1981–1986: Prisoner (Fernsehserie, drei Folgen)
- 1993: Queen (Fernsehserie, drei Folgen)
- 1994: Immer Ärger mit der Liebe (The Sum of Us)
- 1996: Die Dornenvögel – Die verlorenen Jahre (The Thorn Birds: The Missing Years)
- 1998: Merlin (Miniserie)
- 1998: Schuld und Sühne (Crime and Punishment) (Fernsehfilm)
- 1998: Mama Flora’s Family (Fernsehfilm)
- 1999: Aftershock – Das große Beben (Aftershock: Earthquake in New York) (Miniserie)
- 2001: Jackie, Ethel, Joan: The Women of Camelot